# Hydropsyche franclemonti
Hydropsyche franclemonti är en nattsländeart som beskrevs av Oliver S. Flint Jr. 1992. Hydropsyche franclemonti ingår i släktet Hydropsyche och familjen ryssjenattsländor. Inga underarter finns listade i Catalogue of Life.